# Franz Anton Gindl

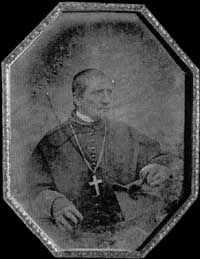
Bischof Franz Anton Gindl (1841)

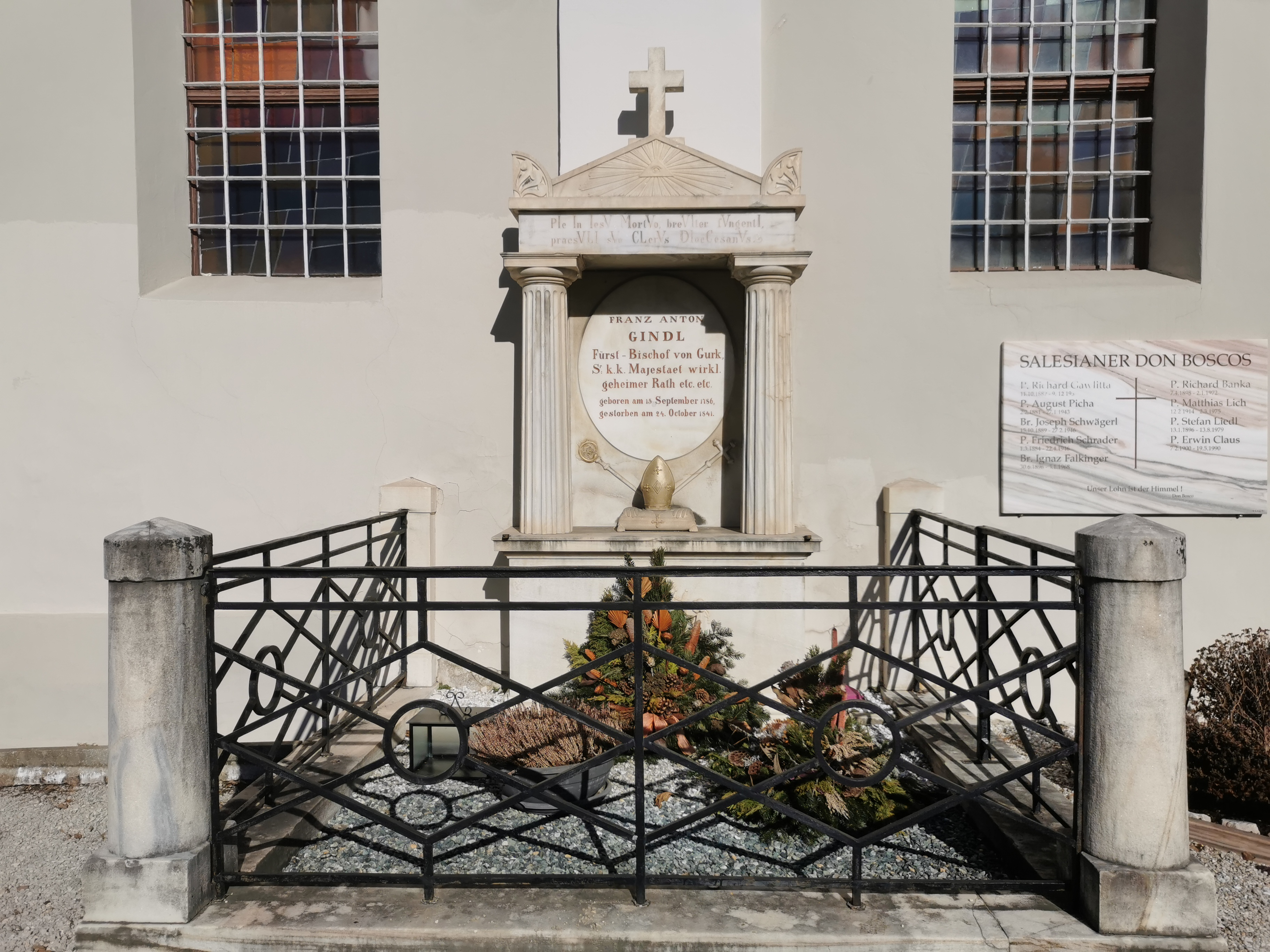
Grabstätte von Bischof Gindl

Franz Anton Gindl, tschechisch František Antonín Gindl (* 15. September 1786 in Ratten; † 24. Oktober 1841 in Gurk) war ein österreichischer Geistlicher, Bischof von Brünn und Bischof von Gurk.

## Werdegang
Franz Anton Gindl, ein gebürtiger Steirer, war der Sohn eines Hammergewerkschafts-Verwesers, beide Eltern verstarben früh. Im Anschluss an den Schulbesuch in Friedberg studierte er an der Humaniora in Graz und trat danach als Novize in das Benediktinerstift Admont ein. Der sprachgewandte Student erlernte neben den biblischen Sprachen Latein, Griechisch und Hebräisch auch Französisch, Italienisch und Slowenisch. Am 8. September 1809 wurde er in Seckau zum Priester geweiht. Seine erste Stelle als Pfarrer bekam er im französisch besetzten Stainz. Für den Seckauer Bischof Johann Friedrich von Waldstein-Wartenberg wirkte er 14 Jahre als Hofkaplan und Sekretär. 1824 wurde er Gubernialrat in Graz, Domherr von Seckau und 1827 schließlich auch Dompropst. Zwei Jahre später wurde er als geistlicher Referent an die Hofkanzlei nach Wien berufen. 1830 erfolgte die Ernennung zum wirklichen Hofrat und Beisitzer der Studienhofkommission. Der Bruder von Kaiser Franz I., der Olmützer Erzbischof Erzherzog Rudolf, berief Gindl am 30. September 1831 zum Weihbischof in Olmütz sowie Titularbischof von Aureliopolis in Lydia. Die Bischofsweihe nahm der Seckauer Bischof Roman Sebastian Zängerle vor. Nachdem im selben Jahr Erzherzog Rudolf verstarb, erloschen Gindls Jurisdiktionsvollmachten.
Nach dem Tod des Brünner Bischofs Wenzel Urban von Stuffler am 16. November 1831 wurde Franz Anton Gindl zu dessen Nachfolger nominiert. Der päpstlichen Bestätigung vom 22. Januar 1832 folgte am 2. Juli desselben Jahres die Amtsübernahme. Am 7. September 1836 assistierte er im Prager Veitsdom bei der Krönung des Kaisers Ferdinand I. zum König von Böhmen.
Am 23. Januar 1841 wurde Franz Anton Gindl von Kaiser Ferdinand I. zum Bischof von Gurk ernannt und am 2. August 1841 inthronisiert. Nach einer schweren Erkrankung starb er jedoch schon am 24. Oktober 1841 und wurde auf dem Klagenfurter Friedhof St. Ruprecht an der Mauer der Pfarrkirche beigesetzt.